# Nậm Chạc
Nậm Chạc là một xã thuộc huyện Bát Xát, tỉnh Lào Cai, Việt Nam. Xã có 8 thôn, gồm các dân tộc Mông, Dao, Giáy... Trong đó có 5 thôn được thụ hưởng Dự án 8 là Nậm Giang 1, Nậm Giang 2, Biên Hòa, Cửa Suối, Nậm Khoang.

## Dân Số
Dựa trên số liệu của Cục Thống kê năm 2020, tổng diện tích của toàn xã là 49,90 km², tổng số dân là 1.876 người và mật độ dân số 38 người/km².

## Địa lý
Xã Nậm Chạc nằm ở phía bắc của huyện Bát Xát, cách huyện lỵ trên 70 km về phía tây bắc, có vị trí địa lý:
- Phía đông giáp trấn Hà Khẩu (河口镇)[5] huyện Hà Khẩu[6] châu Hồng Hà tỉnh Vân Nam Trung Quốc và giáp xã Trịnh Tường
- Phía nam giáp xã Trịnh Tường và xã A Lù
- Phía tây giáp xã A Mú Sung
- Phía bắc giáp xã A Mú Sung và giáp trấn Hà Khẩu Trung Quốc (sông Hồng là đoạn biên giới quốc gia tự nhiên với chiều dài khoảng 7 km).

### Địa hình
Xã Nậm Chạc có 3 vùng địa hình: vùng núi cao, vùng sườn núi và vùng núi thấp.

## Hành chính
Xã Nậm Chạc được chia thành 11 thôn bản.